# ترومان لي كيلي
ترومان لي كيلي (بالإنجليزية: Truman Lee Kelley)‏ هو إحصائي ورياضياتي وعالم نفس أمريكي، ولد في 1884، وتوفي في 1961.